# Пексатер
Пексатер (Пекерсло) — нубійська цариця часів 25-ї династії Єгипту.

## Життєпис
| p · V31 | Aa18 · Z1 | T · r · Z1 |

| p · V31 | Aa18 · Z1 | T · r · Z1 |

Пексатер була дочкою фараона Кашти та цариці Пебаджми. Вона показана зі своїм чоловіком Піанхі на рельєфі в храмі Амона в Баркалі. Піанхі одягнений як верховний жерець і служить перед барком Амона. Ламінг і Макадам припускають, що вона була прийомною дочкою Пебаджми.
Пексатер була похована в Абідосі, Єгипет. Знайдено частини перемички, три одвірки та стелу, які містять її ім'я. Тут її називають дочкою царя, дружиною царяі дружиною великого царя.